# Campionati del mondo di ciclismo su strada 2023
I campionati del mondo di ciclismo su strada 2023 (en.: UCI Road World Championships) si sono svolti dal 5 al 13 agosto 2023 a Glasgow e dintorni, in Scozia, nel Regno Unito. Sono inclusi nel programma dei campionati del mondo di ciclismo 2023, manifestazione che comprende i mondiali di diverse discipline di ciclismo. Si tratta della quinta edizione di un campionato del mondo tenutosi nel Regno Unito, quattro anni dopo l'ultima, nel 2019 nello Yorkshire. Si tratta invece della prima edizione ad avere luogo in Scozia.
Come decretato dall'UCI in occasione dell'edizione precedente le prove dedicate alle donne Under-23 saranno disputate insieme alle gare élite, per poi assegnare il titolo di campionessa alla migliore della categoria. Questo sarà il penultimo anno in cui ciò avverrà, in quanto dal 2025 le donne Under-23 avranno due prove separate.

## Calendario
Tutti gli orari sono nell'ora locale UTC+1.
| Data                      | Ora            | Località              | Prova                 | Distanza       |
| Corsa in linea            | Corsa in linea | Corsa in linea        | Corsa in linea        | Corsa in linea |
| ------------------------- | -------------- | --------------------- | --------------------- | -------------- |
| 5 agosto                  | 10:00          | Glasgow - Glasgow     | Junior femminile      | 70.0 km        |
| 5 agosto                  | 13:00          | Glasgow - Glasgow     | Junior maschile       | 127.2 km       |
| 6 agosto                  | 9:30           | Edimburgo - Glasgow   | Maschile élite        | 271.1 km       |
| Staffetta mista a squadre |                |                       |                       |                |
| 8 agosto                  | 13:00          | Glasgow - Glasgow     | Mista                 | 40.3 km        |
| Cronometro individuali    |                |                       |                       |                |
| 9 agosto                  | 14:30          | Stirling - Stirling   | U23 maschile          | 36.2 km        |
| 10 agosto                 | 11:15          | Stirling - Stirling   | Junior femminile      | 13.4 km        |
| 10 agosto                 | 14:00          | Stirling - Stirling   | Femminile élite e U23 | 36.2 km        |
| 11 agosto                 | 10:00          | Stirling - Stirling   | Junior maschile       | 22.8 km        |
| 11 agosto                 | 14:35          | Stirling - Stirling   | Maschile élite        | 47.8 km        |
| Corsa in linea            |                |                       |                       |                |
| 12 agosto                 | 11:30          | Loch Lomond - Glasgow | U23 maschile          | 168.4 km       |
| 13 agosto                 | 12:00          | Loch Lomond - Glasgow | Femminile élite e U23 | 154.1 km       |

## Medagliere
| Pos.   | Nazione       | Oro | Argento | Bronzo | Totale |
| ------ | ------------- | --- | ------- | ------ | ------ |
| 1      | Belgio        | 2   | 2       | 2      | 6      |
| 2      | Francia       | 2   | 2       | 0      | 4      |
| 3      | Australia     | 2   | 1       | 1      | 4      |
| 4      | Paesi Bassi   | 1   | 2       | 0      | 3      |
| 5      | Germania      | 1   | 1       | 2      | 4      |
| 6      | Italia        | 1   | 1       | 1      | 3      |
| 7      | Danimarca     | 1   | 0       | 1      | 2      |
| 8      | Svizzera      | 1   | 0       | 0      | 1      |
| 8      | Ungheria      | 1   | 0       | 0      | 1      |
| 8      | Stati Uniti   | 1   | 0       | 0      | 1      |
| 11     | Gran Bretagna | 0   | 3       | 2      | 5      |
| 12     | Portogallo    | 0   | 1       | 0      | 1      |
| 13     | Austria       | 0   | 0       | 1      | 1      |
| 13     | Norvegia      | 0   | 0       | 1      | 1      |
| 13     | Slovacchia    | 0   | 0       | 1      | 1      |
| 13     | Slovenia      | 0   | 0       | 1      | 1      |
| Totale | Totale        | 13  | 13      | 13     | 39     |

## Sommario degli eventi
| Eventi                    | Oro                                                                                           | Tempo                      | Argento                                                                                               | Tempo   | Bronzo                                                                                               | Tempo   |
| Uomini Elite              |                                                                                               |                            | |         | |         |
| Gara in linea dettagli    | Mathieu van der Poel Paesi Bassi                                                              | 6h07'27" Media 44,267 km/h | Wout Van Aert Belgio                                                                                  | a 1'37" | Tadej Pogačar Slovenia                                                                               | a 1'45" |
| Cronometro dettagli       | Remco Evenepoel Belgio                                                                        | 55'19" Media 51,847 km/h   | Filippo Ganna Italia                                                                                  | a 12"   | Joshua Tarling Gran Bretagna                                                                         | a 48"   |
| Donne Elite               |                                                                                               |                            | |         | |         |
| Gara in linea dettagli    | Lotte Kopecky Belgio                                                                          | 4h02'12" Media 38,175 km/h | Demi Vollering Paesi Bassi                                                                            | a 7"    | Cecilie Ludwig Danimarca                                                                             | s.t.    |
| Cronometro dettagli       | Chloé Dygert Stati Uniti                                                                      | 47'00" Media 46,216 km/h   | Grace Brown Australia                                                                                 | a 6"    | Christina Schweinberger Austria                                                                      | a 1'13" |
| Uomini Under-23           |                                                                                               |                            | |         | |         |
| Gara in linea dettagli    | Axel Laurance Francia                                                                         | 4h04'58" Media 41,246 km/h | António Morgado Portogallo                                                                            | a 2"    | Martin Svrček Slovacchia                                                                             | s.t.    |
| Cronometro dettagli       | Lorenzo Milesi Italia                                                                         | 43'00" Media 50,503 km/h   | Alec Segaert Belgio                                                                                   | a 11"   | Hamish McKenzie Australia                                                                            | a 50"   |
| Donne Under-23            |                                                                                               |                            | |         | |         |
| Gara in linea dettagli    | Kata Blanka Vas Ungheria                                                                      | 4h06'46" Media 37,469 km/h | Shirin van Anrooij Paesi Bassi                                                                        | s.t.    | Anna Shackley Gran Bretagna                                                                          | s.t.    |
| Cronometro dettagli       | Antonia Niedermaier Germania                                                                  | 49'28" Media 43,919 km/h   | Cédrine Kerbaol Francia                                                                               | a 8"    | Julie De Wilde Belgio                                                                                | a 40"   |
| Uomini Junior             |                                                                                               |                            | |         | |         |
| Gara in linea dettagli    | Albert Philipsen Danimarca                                                                    | 3h06'26" Media 40,937 km/h | Paul Fietzke Germania                                                                                 | a 1'19" | Felix Orn-Kristoff Norvegia                                                                          | s.t.    |
| Cronometro dettagli       | Oscar Chamberlain Australia                                                                   | 28'29" Media 47,817 km/h   | Ben Wiggins Gran Bretagna                                                                             | a 25"   | Louis Leidert Germania                                                                               | a 34"   |
| Donne Junior              |                                                                                               |                            | |         | |         |
| Gara in linea dettagli    | Julie Bego Francia                                                                            | 1h54'53" Media 36,559 km/h | Cat Ferguson Gran Bretagna                                                                            | a 9"    | Fleur Moors Belgio                                                                                   | s.t.    |
| Cronometro dettagli       | Felicity Wilson-Haffenden Australia                                                           | 19'31" Media 41,503 km/h   | Isabel Sharp Gran Bretagna                                                                            | a 16"   | Federica Venturelli Italia                                                                           | a 29"   |
| Staffetta a squadre mista |                                                                                               |                            | |         | |         |
| Cronometro dettagli       | Svizzera Stefan Bissegger Stefan Küng Mauro Schmid Elise Chabbey Nicole Koller Marlen Reusser | 54'16" Media 44,558 km/h   | Francia Bruno Armirail Rémi Cavagna Bryan Coquard Audrey Cordon-Ragot Cédrine Kerbaol Juliette Labous | a 7"    | Germania Miguel Heidemann Jannik Steimle Max Walscheid Ricarda Bauernfeind Lisa Klein Franziska Koch | a 51"   |